# Erigeron cuneifolius
Erigeron cuneifolius es una especie perteneciente a la familia Asteraceae. Originaria de América.

## Descripción
Es una planta anual, delicada o perennifolia de vida corta, que alcanza un tamaño de 5–20 cm de alto, con raíces fibrosas; tallos delgados, erectos al principio, surgiendo de rosetas bien definidas, tallos secundarios flexuosos, a veces estoloníferos. Hojas basales muy reducidas y frecuentemente escamiformes hacia la parte superior, elípticas a obovadas, 1–3 cm de largo y 0.5–2 cm de ancho, márgenes con 3–7 lobos poco profundos a casi enteros, pubescentes, débilmente 3-nervias; pecíolos ausentes. Capitulescencias escapíferas; capítulos 1–4, terminales y axilares, 4–6 mm de ancho, bracteados, los últimos pedúnculos 1–5 cm de largo; capítulos (3–) 4 (–6) mm de largo; involucros ampliamente turbinados; filarias en 3–4 series, desigualmente imbricadas, linear-lanceoladas, 2–5 mm de largo, ápice agudo, pubescentes; flósculos del radio 40–80, en 1–2 series, las lígulas 2–4 mm de largo, blancas o a veces azuladas; flósculos del disco 20–40, las corolas 2.5–3.5 mm de largo. Aquenios 1.3–2 mm de largo, 2-acostillados, estrigosos; vilano de 15–25 cerdas, 2.5–3.3 mm de largo.

## Distribución y hábitat
Es una especie rara, que se encuentra en los bosques montanos, a una altitud de 1000–1500 metros; en México, Centroamérica y en las Antillas Menores, también registrada como colonizadora en las islas Guam y Hawái. Las colecciones continentales a menudo han sido erróneamente identificadas como Erigeron jamaicensis L., que es una especie diferente restringida a las Antillas Mayores.

## Taxonomía
Erigeron cuneifolius fue descrita por  Augustin Pyrame de Candolle y publicado en Prodromus Systematis Naturalis Regni Vegetabilis 5: 288. 1836.
Etimología
Erigeron: nombre genérico que deriva de las palabras griegas: eri = "temprano" y geron =  "hombre viejo", por lo que significa "hombre viejo en la primavera", en referencia a las cabezas de semillas blancas mullidas y la floración temprana y fructificación de muchas especies.
cuneifolius: epíteto latíno que significa "con hojas en forma de cuña".